# Старе Каниці
Старе Каниці (пол. Stare Kanice) — село в Польщі, у гміні Окса Єнджейовського повіту Свентокшиського воєводства.
Населення — 243 особи (2011).
У 1975-1998 роках село належало до Келецького воєводства.

## Демографія
Демографічна структура на день 31 березня 2011 року:
|          | Загалом | Допрацездатний вік | Працездатний вік | Постпрацездатний вік |
| -------- | ------- | ------------------ | ---------------- | -------------------- |
| Чоловіки | 115     | 25                 | 73               | 17                   |
| Жінки    | 128     | 28                 | 70               | 30                   |
| Разом    | 243     | 53                 | 143              | 47                   |